# Stenbladssläktet
Stenbladssläktet, även kallade blommande stenar,  levande stenar, (vetenskapligt namn: Lithops) är ett suckulent växtsläkte inom familjen isörtsväxter från södra Afrika.
Varje stenbladsplanta har endast två tjocka blad, som nästan är ihopväxta, mitt emot vandra utan något bladskaft alls. Springan mellan bladen består av meristem som producerar blommor och nya blad. Gamla blad dör då nya utvecklas, men vid vissa tillfällen så utvecklas två nya bladpar som senare blir en ny planta, vilket kan ses som en typ av asexuell reproduktion. Nästan hela växten är täckt med jord och endast översidan av de tjocka bladen är normalt synlig, vilket är en anpassning till det torra klimat som de vanligtvis lever i. 

## Det vetenskapliga namnets betydelse
Ordet lithos är grekiska och betyder sten, och Lithops betyder "stenliknande". Detta beskriver mycket bra hur dessa växter ser ut, eftersom de genom att kamouflera sig som de omgivande stenarna i deras växtmiljö undviker att bli uppätna. Arterna i familjen kallas också för blommande stenar, levande stenar eller helt enkelt för stenblad.
Släktet stenblad beskrevs först av William John Burchell 1811.

## Förekomst
Stenbladen har sitt naturliga ursprung från Afrika, huvudsakligen från Namibia och även på andra sidan Oranjefloden i Sydafrika. En del arter växer även i Transvaals gräsområden. Levande stenar växer från havsnivå till 1500 meter över havet. Det stora flertalet växer dock i mycket torra områden, där man finner dem antingen i mycket sandig jord där sanden döljer dem eller i sprickor i bergen.

## Odling
Stenbladssläktet har blivit allt mer populärt som krukväxter, och frön från dessa växter finns att köpa i många växtbutiker samt på internet. Det är relativt enkla att odla, förutsatt att de inte vattnas för mycket och tillräckligt med ljus och värme finns tillgängligt. På vintern bör de hållas i svalare temperatur samt hållas helt torra, det vill säga att all bevattning bör undvikas.